# プロテスタンティズムとイスラーム
プロテスタンティズムとイスラームの項目では、プロテスタントとイスラームとの歴史的関係について記述する。
プロテスタントとイスラームは16世紀に関係を持つようになった。この時期は、北ヨーロッパでプロテスタント運動が盛んになった時期であり、同時にオスマン帝国が南ヨーロッパで勢力を拡大した時期である。カトリックの神聖ローマ帝国と対立状態にあった両者は、プロテスタントとイスラームの宗教上の類似点を強調し、通商と軍事同盟の可能性を模索して、多くの取り交わしがなされた。
近世から近代になるにつれ、両者の関係は悪化していった。しかし近年は、和解が試みられるようになっている。比較宗教学の面から、両者の相似点、差異が確認され、両者からの研究が進んでいる。

## 歴史的背景
オスマン帝国の皇帝メフメト2世によるコンスタンティノープル攻略と、セリム1世による中東の統一に続き、セリム1世の子スレイマン大帝は領土をバルカン半島にまで広げようとしていた。そのため、ハプスブルク帝国はオスマン帝国と直接対決することとなった。同じ時期、北部および中部ヨーロッパの各地で、宗教改革が起きていた。これは、ローマ教皇の権威とカール5世に統治される神聖ローマ帝国に敵対するものであった。この状況から、ハプスブルクにという共通の敵に対抗するため、プロテスタント勢力がイスラーム勢力とさまざまな形で協力し、宗教的・交易・軍事的和解を考えるようになったのである。

## 初期の宗教的和解（16世紀から17世紀）
宗教改革の進展に伴い、プロテスタントとイスラームは互いに、カトリックよりも近いと考えられるようになった。
偶像崇拝を禁止すること、結婚を秘蹟として扱わず、修道院の生活を拒否する点において、イスラームはプロテスタントに近いと考えられる。

## 互いへの寛容
オスマン帝国のスルタンは、領内におけるキリスト教とユダヤ教の信仰に寛容を示すことで知られていた。一方、スペイン王はプロテスタントの信仰を許さなかった。事実、当時、オスマン帝国は宗教的寛容で知られていた。さまざまの宗教的亡命者、たとえばユグノー、イングランド国教会、クエーカー、再洗礼派、さらにイエズス会、カプチン・フランシスコ修道会の亡命者が、オスマン帝国各地やイスタンブールに亡命することができた。ここでは、居住と信仰の権利を与えられていたのである。さらに、オスマン帝国はトランシルヴァニアやハンガリーのカルヴァン派だけでなく、フランスのカルヴァン派をも援助したのである。当時のフランス思想家ジャン・ボダンは、次のように著している。
トルコの偉大なる皇帝は、世界の如何なる王子がするような献身をもって、父祖以来の信仰を守ってきたのみならず、他の異なる宗教に嫌悪を示さなかった。のみならず、自らの信仰に従って生きることをお許しになったのである。いな、それ以上に、ペラの宮殿のそばに、ユダヤ教、キリスト教、ギリシア正教、さらにイスラームを受け入れたのである。
マルティン・ルターは1528年、まだ悲劇的なウィーン包囲が起こる前であるが、その時に書いたパンフレット『トルコに対する戦争』の中で、オスマン帝国のヨーロッパへの侵入に抵抗することをドイツ（ゲルマン）の人々に呼びかけている。この中でイスラームへの見方は、彼の激烈な反ユダヤ主義に比べれば穏やかなものである。ルターは、イスラームの教義を広く批判していながら、他方でイスラームの信仰に寛容を示しているのである。
トルコ人に自らの望む信仰と生活をさせなさい。ちょうど、教皇と他の間違ったキリスト教徒が生活しているように。
しかし、ここに記されている「トルコ人」が、特別な支配者を指すのか、イスラーム教徒全般なのかははっきりしていない。マルティン・ルターの相反する態度は、彼の他のコメントにも現れている。そこでは、次のように書いている。
気の利いたトルコ人は、間抜けなキリスト教徒より、すぐれた統治者である。

## 教義的和解への努力
マルティン・ルターは、偶像崇拝を禁止する点でイスラームとプロテスタントの類似性に気づいているが、イスラームは偶像崇拝を拒否することにより徹底していることも記している。『トルコに対する戦争』の中でルターは、「反キリスト」と批評した教皇や、「悪魔の生まれ変わり」と書いたユダヤ人を鋭く批判しているが、トルコ人に対してはそれに比べると穏やかな批判しかしていない。彼はまた、同時代の人々にトルコ人に良い点を見いだすように促しているし、トルコに好意的な人々の意見を参照している。というのは、「トルコに来てもらって支配してもらうことを願っている人は、我々ドイツ（ゲルマン）人は、野性的で、非文明的であると考えているからであり、事実、半分悪魔であり、半分人間である。」としている。
オスマン帝国も、カトリックよりもプロテスタントにより近く感じていた。ある時、スレイマン大帝からフランドルのルター派に手紙が送られた。その中で、彼らに親近感を持つことを述べ、その理由として、「なぜならば、偶像崇拝をせず、唯一の神を信じ、教皇と皇帝に対して戦いを続けていたからである」としている。
宗教的に似ているという考えはまた、イングランドのエリザベス1世とムラト2世の間に交わされた書翰にも見られる。ある書翰の中でムラトは、イスラームとプロテスタントは「両者は、カトリックと比較すると、より共通している。というのは、どちらも偶像崇拝を拒否しているからである。」としたため、イングランドとオスマン帝国との軍事同盟を議論している。
ムラト3世は1574年に、スペインとフランドルにいるルター派に宛てて書かれた手紙の中で、イスラームとプロテスタントの教義間の共通点に焦点を当てようと相当な努力をしている。手紙には以下のように記述している。
「あなた方は、偶像を崇拝せず、偶像や肖像画、さらに教会の鐘を廃棄している。信仰を告白するとき、「万能の神はお一人であり、聖なるイエスはその預言者であり、召使いである」から始め、心から真実なる信仰を求めている。しかし、教皇と呼ばれる信仰無き者は、創造者がお一人であることを認めず、神性を聖なるイエスに帰している（彼に平安を）。さらに、人自らの手でなした偶像や絵画を崇拝して、お一人なる神に疑いを生じさせ、なんと多くの人々を誤った道に導いてしまったのであろうか。」
このような要求は、オスマン帝国が宗教的に同じ土台をつくるようにしたために、政治的にも触発され、政治的同盟を保証する道にもなった。エリザベス1世は、オスマン帝国との違いを小さく見せるように、自身の宗教的レトリックを適合させ、関係を促進するように努めた。ムラトへの手紙の中で、彼女の宗教は一神教の特性と、反偶像主義にあることを強調している。手紙の中で次のように記している。
唯一なる天と地の創造者である全知全能の神の祝福を受けたるものであり、イングランド、フランス、アイルランドの女王であり、キリスト教徒の中で誤ってキリストの名を公言する無価値な偶像崇拝者たちに対する無敵でもっとも強力なキリスト信仰を守る者であるエリザベス

## 軍事同盟
オスマン帝国とヨーロッパ勢力の軍事的連合は、1535年のフランス・オスマン同盟から始まる。この同盟は、カール5世の野望からフランス王国を効果的に防衛し、それに戦略的支援を与えた。また、この同盟はオスマン帝国に、ヨーロッパ外交に参加させる機会を与え、ヨーロッパ各国の間での地位を上げるものであった。このムスリム勢力と「非聖」同盟を結ぶというフランスの活動に対して、多くの批判的な宣伝がなされたという副作用もあった。歴史家アーサー・ハッサル (Arthur Hassal) によれば、このフランス・オスマン同盟の結果はもっと大きなものである。
「オスマン帝国との同盟は強力な影響を与え、カール5世からフランスを救い、さらにドイツにおけるプロテスタントを助け、フランスの目から見ると、フランソワ1世の北ドイツ同盟を救ったのである」。
1571年のレパント沖海戦以降も、オスマン帝国はフランスを支援し続けようとしたし、1580年以降はオランダやイングランドを同様に支援した。プロテスタントやカルヴァン派への支援はヨーロッパにおけるハプスブルク家の勢力拡大に対する対抗策であった。カトリックのハプスブルク家という共通の敵と戦っているプロテスタントに、オスマン帝国の統治者からさまざまな働きかけが行われた。スレイマン大帝は少なくとも1通の手紙をフランドルのルター派に送ったことで知られている。その中で、もし望むなら軍隊を送ると記している。ムラト3世も、エリザベス1世にイングランドとオスマン帝国の間に同盟を結ぶことを提案していることで有名である。総体的に、ヨーロッパ南部の前線におけるオスマン帝国の軍事活動は、カール5世の圧力にもかかわらずルター派を存続可能とし、1555年9月にアウクスブルクの和議の締結にこぎつけた理由になるだろう。「1555年までにドイツでルター派が強化し、拡大し、正当化されたは、他のどのような理由よりも、オスマン帝国の帝国主義が貢献したと考えるべきであろう。」

## オランダの独立とイスラーム
基本的に、プロテスタントのオランダはカトリックにもムスリムにも強い反感をもっていた。しかしいくつかの場合、オランダとムスリムの同盟、または同盟の企ては可能であった。たとえば、ポルトガルを追い出すために、モルッカのムスリムとオランダは同盟を結んだ。また、1699年にオランダがマカッサルを最終的に支配下に置いたとき、その植民地内でイスラームに対してむしろ寛容になった。オランダ独立の時、ヤン・ファン・ナッサウの秘書が書いたように「たとえトルコであっても」、どのような国からでも援助を必要とする危機的な状況にオランダはあった。オスマン帝国のハプスブルク家に対する成功を、オランダは大変な関心をもって見ていた。また、地中海におけるオスマン帝国の遠征を、オランダ独立戦争前線の救済の指標とみていた。オラニエ公ウィレム1世は1565年頃、弟へ宛てた手紙に次のように書いている。
トルコ人は大変な脅威である。これは、（ハプスブルクの）王が今年オランダに来ないであろうことを意味すると、我々は信じたい。
オランダ人は、オスマンが「すでにバリャドリッドにきている」と望みながら、マルタ包囲戦（1565年）を首を長くして見ていた。そして、それをスペイン王からの譲歩を勝ち取るのに利用した。
接触は直後、より直接的になった。ウィレム1世は、援助を求めるため1566年に大使をオスマン帝国に派遣した。ヨーロッパのどの国も助けようとしなかったときに、「このオランダの行為に対して、十分に矛盾しているのだが、オスマン帝国だけが積極的な援助をした」。
スルタンの主要な助言者の一人であるナクソス公ジョゼ・ミケスは、アントウェルペンにいるカルヴァン派に手紙を送り、その中で、「オスマン帝国の軍事力はフェリペ2世の軍隊をすぐに破り、フランドルのことを考えるひまがないほどであろう」と誓っている。1566年後半のスレイマン大帝の死去は、数年間オスマン帝国が支援を与えることができないことを意味した。1568年、オラニエ公ウィレム1世は、再びオスマン帝国にスペインを攻撃するよう要請したが、成功しなかった。1566年から1568年にかけてのオランダにおける独立戦争は、最終的に失敗した。主に外国の援助がなかったからである。
1574年、ウィレムとフランス王シャルル9世は、ダクス司教であり親ユグノー派の大使フランソワ・ド・ノワルを通じて、オスマン帝国のスルタン、セリム2世から再び支援を得ようとした。セリム2世は次のような支援をすることを使者を通じて伝えた。それは、支援のために、アルジェリアの海賊やスペインに反抗的なモリスコとオランダが接触を続けられるように努力することであった。セリム2世は大艦隊を派遣してチュニスを侵攻し、1574年10月に占領した。かくして、オランダに対するスペインの圧力を減らすことに成功し、ブレダ会議における交渉に導いたのである。1574年5月にシャルル9世が亡くなると、接触は弱くなった。とはいえ、1575年から1576年まで支援をしたし、アントウェルペンに領事館を置いている（デ・グリースケ・ナティエ: De Griekse Natie）。オスマン帝国はスペインと休戦し、関心をサファヴィー朝との戦いに向け、長い「オスマン・サファヴィー戦争」（1578年 - 1590年）を始めたのである。イングランドの著述家ウィリアム・レイノルズ（William Rainolds: 1544年 - 1594年）は、『カルヴァン―トルコ』と題するパンフレットを書き、これらの和解を批判している。
教皇よりもトルコ (Liever Turuks dan Paaps)」という句は、16世紀後半、オランダ独立戦争を通じてのスローガンであった。このスローガンは、オランダ傭兵海軍部隊（ゼーゴイゼン）が、カトリック・スペインと戦うときに使われている。
ゼーゴイゼンの旗幟は、赤地で三日月を使うオスマン帝国の旗と似ている。「教皇よりもトルコ」という句は、スペイン王の統治下よりもオスマン帝国のスルタン統治下の生活はどれだけ良いかということを示す造語であった。フランドルの貴族デスケルド (D'Esquerdes) は、手紙に次のように記している。
良心に反し、このような反異端な詔勅にしたがって扱われるより、トルコの臣下になった方がよい。
「教皇よりもトルコ」という句は、あまりにも修辞的で、オランダ人はスルタン統治下の生活を全く考えていなかった。結局、トルコ人は異教徒であり、プロパガンダは反乱計画の（一貫した）中心的な役割を果たすことから退けられていたのである。1608年からサムエル・パラッシェ (Samuel Pallache) は、モロッコとオランダが同盟を結ぶ議論の仲介役を務めた。1613年、モロッコ大使アル・ハジャリはデン・ハーグでオラニエ公マウリッツと共通の敵であるスペインに対抗して、オランダ、オスマン帝国、モロッコとモリスコとの同盟の可能性を議論をした。アル・ハジャリは『無信仰者に対する宗教の守護者の書』の中で、スペインへの攻撃の共闘の議論だけでなく、イスラームとプロテスタントが宗教的に良い関係を持てることも記述している。
彼らの先生（ルターとカルヴァン）は、彼ら（プロテスタント）に教皇と偶像崇拝者に対抗するよう教えた。また、偶像崇拝者に対するこの世における神の刀であるムスリムを憎まないように話している。これが、彼らがムスリム側にいる理由である。
三十年戦争（1618年 - 1648年）の間、スペインに対抗するため、オランダはモリスコとの関係を深めていた。

## フランスのユグノーとイスラーム
1570年代、フランスのユグノーはスペインに対抗するために、モリスコと接触していた。1575年頃、アラゴンのモリスコとユグノーが共闘して、ナバラ王アンリ（後のフランス王アンリ4世）の指揮の下、ベアルンからアラゴンに侵攻する計画を建てた。この計画には、アルジェの王と、オスマン帝国の同意も取り付けていた。しかし、アラゴンにドン・フアン・デ・アウストリアが到着し、モリスコの武装を解除したことで、この計画は水泡に帰した。1576年、コンスタンティノープルからの艦隊がムルシアとバレンシアの間に上陸し、フランスが北から侵攻し、モリスコが反乱を起こすことを計画した。しかし、オスマン艦隊が到着せず失敗した。

## 北アフリカ諸国とイングランドの同盟
1551年のトーマス・ウィンダムによる「ライオン号」の航海に次いで、1585年にイングランドの「バーバリー会社」が設立され、イングランドと北アフリカ諸国、特にモロッコとの交易が発展した。エリザベス1世と北アフリカ諸国の外交関係と同盟が結ばれた。イングランドはスペインに敵対するモロッコと交易関係を持つようになり、教皇の禁止令に反して、モロッコに武器、弾薬、木材、金属を売り、モロッコから砂糖を輸入した。このことは、スペイン駐留のローマ教皇大使が、エリザベスについて以下のように書かせることとなった。
この女性によって考えられない悪はない。彼女は、実に悲しむべきことに、武器、特に大砲でモロッコ（アブド・エル・マレク）を援助するのだ。
1600年、モロッコの支配者アフマド・マンスール・ザハビーの主要な秘書であるアブド・エル＝オウアヘド・ベン・メッサオウドは、エリザベス1世の宮廷への大使としてイングランドを訪ねた。オウアヘドは、エリザベスの宮廷に6か月滞在し、スペインに対する同盟を交渉した。
モロッコの支配者はイングランド艦隊がスペインに侵攻するのを援助するつもりであったが、エリザベスはこれを断った。しかし、保障のために大使館を建てることを歓迎し、さらに商業協定を締結した。エリザベス女王は艦隊派遣のために10万ポンドを要求し、アフマドは金を送るための背の高い船を要求するなどしながら、2人はさまざまな共同軍事計画を議論した。エリザベス女王は軍需品をモロッコに送ることに同意し、彼女とアフマドはしばしば、スペインに対する共同作戦を話し合った。
しかし、議論は決定することなく推移し、大使館設立後から2年のうちに両方の統治者は逝去した。

## イングランドとオスマン帝国の共同作業
エリザベス女王の時代にオスマン帝国との外交関係が結ばれ、レヴァント会社に勅許が与えられた。また1578年に、オスマン帝国宮廷への最初の大使としてウィリアム・ハーボーン (William Harborne) が派遣された。エリザベス女王とスルタン・ムラト3世の間では、互いに多くの通信使と書翰が取り交わされた。ある返信でムラトは、それぞれがローマ・カトリックと共通する以上のものを、偶像崇拝を拒否するということで、イスラームとプロテスタントは同じものを持っているという考えを記し、イングランドとオスマン帝国の同盟を議論している。ヨーロッパのカトリック勢力に動揺を与えるため、イギリスはオスマン帝国に、（大砲鋳造のための）錫と鉛、軍需品を輸出した。また、エリザベス女王は、1585年にスペインとの戦争が始まったとき、ムラト3世との共同軍事行動を真剣に議論した。スペインという共通の敵に当たるために、オスマン帝国の直接軍事行動を引き出させるよう、フランシス・ウォルシンガムに交渉させたのである。当時のイングランドの著述家はしばしば、「トルコ人」と「オスマン帝国」を盛んに賞賛した。彼らは「威厳があり、荘厳な形式と機能」を持ち「ヨーロッパで最強の国」であるとし、トルコ人は「唯一近代的な人々で、行為に趣があり、今日最も偉大な栄光を持ち、彼ら以上の人々を見いだすことができない」とし、さらに「信じられないほど礼節に富む」と記したのである。

## イギリス＝トルコ海賊
1604年にカトリック・スペインと平和が築かれると、イングランドの海賊はもはや、地中海でキリスト教徒の船への襲撃を継続できなくなった。この時期、北アフリカ諸国のムスリム統治者による護衛のもと、またしばしば、この過程においてイスラームに改宗している。

## トランシルヴァニア、ハンガリー
中央ヨーロッパ、特にトランシルヴァニアでは、寛大なオスマン帝国が支配していた。これは、ハプスブルク帝国によるカトリックからの迫害から、プロテスタントの共同体が守られていたことを意味する。16世紀に、トランルヴァニアとハンガリーのカルヴァン派をオスマン帝国は支援し、重税は課されながらも、ほぼ完全な自由を与えるという宗教的寛容を発揮していた。スレイマン大帝は特に、ハンガリーのサポヤイ・ヤーノシュ・ジグモンドを支援し、さらに、ジグムンドがトランルヴァニアにユニテリアン主義の教会を建てるのを許可さえしている。この世紀の終わりまでに、ハンガリーの人口のほとんどがルター派かカルヴァン派になり、ハンガリー改革派教会になっている。
17世紀に、プロテスタント共同体は、オスマン帝国に対し、ハプスブルクのカトリックに対抗するための援助を再び要請している。1606年、皇帝ルドルフ2世が信仰の自由を抑制すると、トランシルヴァニアのボチカイ・イシュトヴァーンはオスマン帝国と同盟し、トランシルヴァニアの自治を完成した。短期間とはいえ、残りのハンガリーにおいて信仰の自由も保障したのである。1620年、トランシルヴァニアのプロテスタントの領主ベトレン・ガーボルは、皇帝フェルディナント2世のカトリック政策をおそれて、スルタン・オスマン2世による保護を要求した。それにより「オスマン帝国が唯一の強国の味方となり、ハプスブルクの統治によって揺さぶられ、反乱を起こしているボヘミアの人々を奮い立たせることができ、プロテスタントの王としてフリードリヒ5世（プファルツ選帝侯）を選ぶであろう。」。
大使が交換されることになり、ハインリヒ・ビッターは1620年1月にイスタンブールを訪れ、メフメッド・アガがプラハを1620年7月に訪れている。毎年オスマン帝国に朝貢する見返りとして、オスマン帝国は6万の騎兵をフリードリヒに提供し、40万の軍隊がポーランドに侵攻することが計画された。1620年9月、セコラの戦いにおいて、三十年戦争でハプスブルクを支えたポーランド軍をオスマン軍が破ったが、1620年11月の白山の戦いでボヘミア人が敗れるまで、さらなる効果的な介入はできなかった。
この世紀の終わりに、ハンガリー人のリーダー、テケリ・イムレは、ハプスブルクの反プロテスタント政策に抵抗するため、大宰相カラ・ムスタファ・パシャに軍事援助を要求し受け入れられた。これは1683年、オスマンがハプスブルク帝国を攻撃し、第二次ウィーン包囲に連なったのである。
16世紀の間に、ハンガリー人はほとんどプロテスタントになった。最初はルター派であったが、すぐにカルヴァン派になった。ハプスブルクの反宗教改革の政策により、最終的にこの国の西半分はカトリックにもどった。しかし東半分は、かろうじて今日まで熱心なプロテスタントを貫いた。
「ハプスブルクは、ハンガリー王国を再びカトリックに戻したとはいえ、ほとんど完全な平和的共存の精神で、三つの認識された国々の間で、多様な信条を尊敬しつつ、ティサ川の東側には改革が残った。」

## ペルシャとの関係
ほぼ同時期、イングランドはペルシャと重要な関係を結んでいた。1616年、シャー・アッバース1世と東インド会社の間で、貿易協定が結ばれた。1622年、イングランド・ペルシャ連合軍はオルムズを占領し、ペルシャ湾からポルトガルとスペインの貿易商人を追放した。
ロバート・シャーリーに率いられたイングランド人冒険者の一団は、ペルシャ軍の近代化に重要な役割を果たし、西側との接触を発展させた。1624年、シャーリーは貿易協商を締結するため大使館を設立した。

## 以後の関係
ムスリムを先祖に持つプロテスタントのバラク・オバマ米大統領は、2009年4月に次のように宣言している。
 合衆国は、現在も、未来もイスラームと敵対しない。
プロテスタントとイスラームの独特の関係は、主に16世紀と17世紀に起きている。教皇に対抗し、そのためにムスリムや異教徒の国々と自由な交易やその他の関係を築き得たプロテスタント諸国の能力は、スペインやポルトガルによって発見された地域で影響と市場を発展させた理由の一部を説明し得るであろう。しかし、徐々にプロテスタントは強力になり、他の援助を必要としなくなった。同時に、オスマン帝国の勢力も16世紀を絶頂期として衰え始め、同盟や調停が必要とされなくなった。最終的には、プロテスタントとイスラームはしばしばより競合するようになった。アメリカ合衆国の場合、プロテスタントの宣教師は「反キリスト、暗黒、政治的専制の縮図」の代表としてイスラームを描くことに積極的であった。それにより「近代、民主的、キリスト教」というアメリカのナショナル・アイデンティティーの構築を手助けしたのである。以下の幾人かのプロテスタントは、イスラームを批判している。パット・ロバートソン (Pat Robertson)、ジェリー・フォルウェル (Jerry Falwell)、ジェリー・ヴァインズ (Jerry Vines)、R・アルバート・モーラー・ジュニア (R.Albert Mohler, Jr.)、フランクリン・グレアム (Franlkin Graham)。2005年のムハンマド風刺漫画掲載問題は、デンマークというプロテスタントの影響の強い国で起きている。

## 現代史
現代において、湾岸戦争やイラク戦争のような最近の紛争は、イスラームと他の世界の間では避けがたい文明の衝突があるという認識を増大させ、「文明観の対話」に対抗して「文明の衝突」という理論を成立させた。しかし、2009年にアメリカ大統領に就任したバラク・オバマは同年4月トルコにて次のように宣言し、この長期にわたる紛争を終わらせようとしている。
できる限りはっきり言わせてください。合衆国は、現在も、これからも、決してイスラームと戦争状態にはありません。事実、ムスリム世界とのわれわれのパートナーシップは、すべての信仰を持つ人々が拒否する非主流派のもつ思想に戻ることに懐疑的です。

## 文献批判
イスラームとプロテスタントは、聖書の文献批判に同じように依拠している。ある意味で、17世紀のキリスト教「宗教改革」の遙か以前、イスラームは最初に「改革」を行ったと主張している。この歴史的順番は、イスラームがある程度、ユダヤ教やキリスト教の伝統、同じ神という認識、ユダヤ人の預言者を認めるようにイエスを預言者と定義しており、それゆえすべての聖書の宗教を包含している主張してきているという事実によっている。

## 偶像破壊
イスラームの方がより厳格であるが、偶像破壊は明らかにプロテスタントとイスラームの共通点である。このことは、かなり以前から広く認識されていた。イングランドのエリザベス1世とオスマン帝国の相手との往復書簡にみられ、その中ではプロテスタントがカトリックよりもイスラームに近いことをほのめかしている。マルティン・ルターがその著『トルコに対する戦争』（1529年）の中で、この点を発展させている。この中で、オスマン帝国の厳格な偶像破壊を次のように賞賛している。
トルコ人は如何なる像も絵画も許さないことは、トルコの神聖さの一部であろうし、我々の偶像破壊者以上に神聖である。というのも、我々の破壊者は、グルデン、グロッシェンや指輪、装飾品に図像を認めているが、トルコ人は全く認めていないし、貨幣にも文字を刻印するだけであるからだ。

## 原理主義
プロテスタントは聖書、イスラームはコーランであるが、両者とも聖典を直接に解釈することに基づいていることは共通している。これは、カトリックが智恵を分析し、形式化し、それが教会の組織によって広められたことと比較できよう。カトリックは国際的な組織に基づいているのに対して、イスラームとプロテスタントは両者とも「普遍的な使命に修辞学的に取り組む」ことに基づいている。それゆえ、過激な要素により、聖典の一般的な再解釈に基づいて原理主義に走る可能性をもたらすのである。「原理主義」という語が初めて使われたのは1920年のアメリカであり、「プロテスタントの意識的反近代派」を示すものであった。イスラーム、プロテスタントの両者の原理主義はまた、個人の行動が非常に規範的になる傾向にある
「プロテスタントとイスラームの宗教的原理主義は、性別、性差や家族を取り巻く規範に大変気を遣います」
しかし、プロテスタント原理主義は個人の行動に焦点を当てがちで、イスラーム原理主義は共同体の法律を発展させる傾向にある。

## イスラーム的プロテスタント
聖典に対するイスラームとプロテスタントの似通った態度は、常に平行的だといわれる。イスラーム復活のいくつかの傾向は「イスラーム的プロテスタント」と定義されている。ある意味では、「イスラーム化は、西欧文化、すなわちイスラームの中にあるプロテスタントの形、の方法を使いながら、西欧化と戦う政治運動であります」。

## 活力
イスラームとプロテスタントは、現代社会において共通した活力を持つ。「現代社会におけるこの二つの最も活発な宗教運動は、おおまかに大衆的プロテスタントと復活したイスラームと呼ばれるものです」。しかし、社会に対するアプローチの仕方には違いがある。